# Лопатин (Дагестан)
Лопатин (Лопатино) — бывший посёлок городского типа в Дагестане, находился в территориальном подчинении г. Махачкала. Упразднен в 1965 г.

## География
Располагался на крайней оконечности Аграханского полуострова, на берегу пролива Лопатинский проход.

## История
Предположительно посёлок образовался в начале XX века на месте рыбных промыслов и использовался в качестве перевалочного пункта для поставки рыбы в Махачкалу. Назван в честь русского политического деятеля, революционера Германа Александровича Лопатина. В 1929 г. рыбный промысел входил в состав Чеченьского сельского совета Махачкалинского района и состоял из 226 хозяйств. Статус посёлка городского типа присвоен в 1947 г. Упразднён в 1965 г.
Упадок посёлка связан со значительным сокращением рыбной ловли на Каспийском море.

## Население
В 1929 году на рыбном промысле проживало 348 человек (225 мужчин и 123 женщины), 68 % населения — русские. По переписи 1959 года в посёлке проживало 1482 человека.

## Экономика
Посёлок использовался как перевалочная база по приемке рыбы от рыбаков островов Чечень и Тюлений и доставки её на рыбокомбинаты Махачкалы и Глав Сулак.

## Транспорт
Посёлок был соединён автобусным сообщением с Махачкалой и Сулаком по грунтовой дороге, которая проходила вдоль берега моря. а также узкоколейной железной дорогой.